# بخش بیور، شهرستان روزو، مینه سوتا
بخش بیور (به انگلیسی: Beaver Township) یک منطقهٔ مسکونی در ایالات متحده آمریکا است که در شهرستان روسو، مینه‌سوتا واقع شده‌است.
 بخش بیور ۹۲٫۳ کیلومتر مربع مساحت و ۱۰۳ نفر جمعیت دارد و ۳۵۶ متر بالاتر از سطح دریا واقع شده‌است.